# ディークシャーブーミ

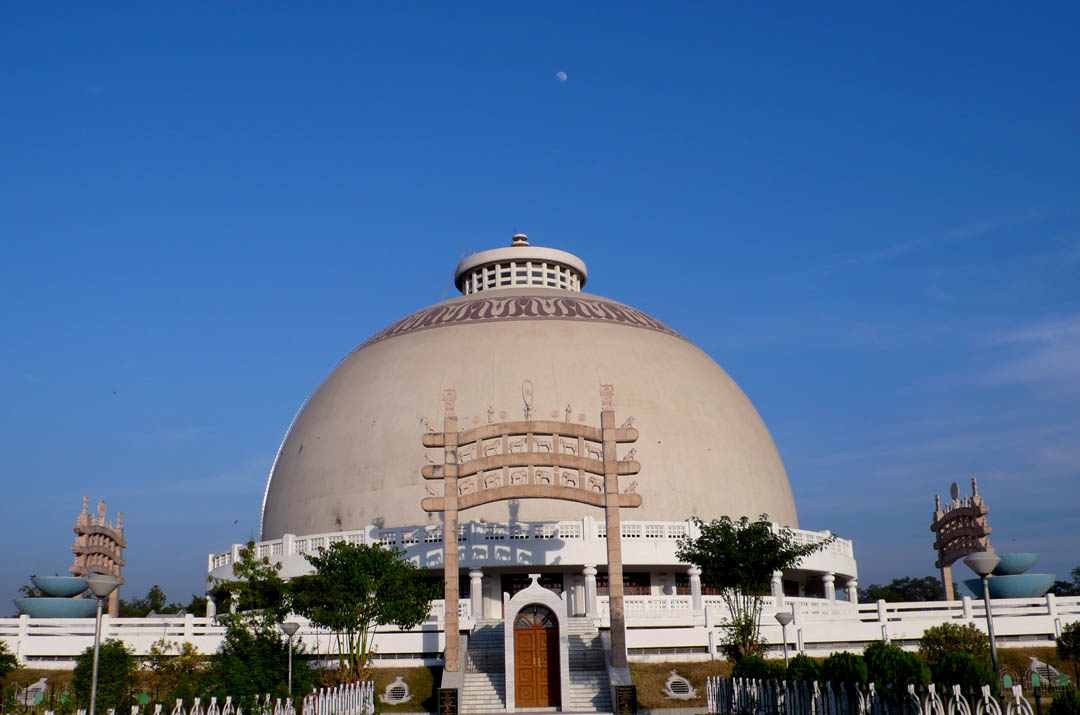
ディークシャーブーミのストゥーパ

ディークシャーブーミ（ヒンディー語: दीक्षाभूमि、英語: Deekshabhoomi、梵: Dīkṣā-bhūmi）とは、インドにある仏教の聖地。アーンベードカルが1956年10月14日におよそ3万8000人の信徒とともに仏教に改宗し、仏教復興運動を創始した地である。アーンベードカルの仏教への改宗は、インドにおいていまなお多くの人々の導きたりえている。

## 概要
ディークシャーブーミは、マハーラーシュトラ州ナーグプール県のナーグプールにあり、インドにおける仏教徒の巡礼地となっている。毎年、幾多の巡礼者がディークシャーブーミを訪れる。特に人が増えるのはアショーカ王の改宗記念日にあたる10月14日である。この地には巨大なストゥーパが建立されている。
字義的には、「ディークシャー（दीक्षा）」は信仰に帰依することを意味する。仏教徒にとってのディークシャーは、キリスト教にとっての洗礼に等しいものである。「ブーミ（भूमि）」とは土地のことである。つまり、文字通りディークシャーブーミとは、人々が仏教に改宗する地を意味する。アーンベードカルの人生においてとても重要な意味をもつ土地二箇所のうちの一つである（もう一箇所はムンバイのチャイティヤブーミ）。
ディークシャーブーミはその美しい建築物や歴史的意義からも知られている。インドに訪れる観光客にとってメインスポットの一つでもある。

## 歴史
アーンベードカルは1935年にはっきりとこう述べている。「私はヒンドゥーとして生まれはしたが、そのまま死ぬわけではない」。この宣言の後、彼はあらゆる主要宗教の教義を徹底的に研究し、その末に彼自身や彼の信奉者たちにふさわしい信仰として仏教を選んだ。
アーンベードカルがナーグプールを集団改宗儀礼の場に選んだのは、 同地での彼による演説によれば、ごく初期からナーグプールには仏教を信奉し、それを多大な努力で支えてきたナーグの人が暮らした土地であったからである。ナーグプールのラームダースペート地区近くの広場で改宗式典がおこなわれた。1956年10月14日、アーンベードカルと彼の妻は、釈尊入滅の地クシナガラに止住していたビルマ僧、83歳のチャンドラマニー長老を戒師として招き、帰依三宝と五戒の誓いを行った。続いてアーンベードカルは、その帰依三宝と五戒と22の誓約を彼の呼びかけに応じて集まった何万人もの人々と共に唱えた。

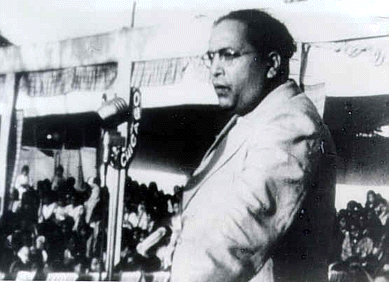
ビームラーオ・アンベードカル

1956年12月6日にアーンベードカルはこの世を去った。彼の死後、ディクーシャーブーミの運営管理に当たっているのがアーンベードカル博士記念委員会（Dr. Ambedkar Smarak Samiti）である。この運営委員会が、多数の人々による仏教への集団改宗の記念碑としてこの地にストゥーパを建立することを決定した。

## ストゥーパ
聖地であるディークシャーブーミの仏塔の意匠は、有名な建築家であるSheo Dan Malによるものである。ストゥーパの建設は1978年7月に始まったが、完成までにはかなりの時間を要した。ムンバイのサーガル社が建造を担当した。ナーラーヤナン大統領による竣工式ののち、ストゥーパは2001年12月18日に公開されている。
意匠は国際的な名声をえているサーンチーのストゥーパ（現在は世界遺産）を下敷きにしており、ディークシャーブーミのものは内部が完全な吹き抜けになっている。また世界でも最大級の吹き抜けをもつストゥーパでもある。中央には、仏の像が置かれている。これはナーグプール大学に留学していたタイ人に寄贈されたものである。ここにはゴータマ・ブッダやアーンベードカルの生涯についての図書や写真も集められている。
中央上部も吹き抜けになっており、丸天井はベランダで囲まれている。4つに区画された丸天井には噴水がそなえられてもいる。上部にはスラブとささやかに装われた庇があり、ラジャスターン州ドールプール産の上質な大理石がストゥーパの床板に用いられている。この建物には4つの扉が開かれている。アショーカ・チャクラ（アショーカ王の法輪）によって装飾された扉は、大きな弓形をしている。太古の時代を思わせる馬や象、獅子の彫像がしつらえられている。周囲には、ナーグプール向上財団（Nagpur Improvement Trust）によって整備されている庭園があり、正面にはアーンベードカルやブッダの像がおかれている。
また正面右手には、仏の銅像をそなえた仏教の精舎がある。また同じ場所には僧たちの居住施設もつくられている。その傍らにはスリランカのアヌラーダプラからの継枝によって植樹された一本の菩提樹が植えられている。この継ぎ枝は僧侶バダント・アーナンド・コウサリヤーヤンがスリランカから持ってきたとされている。

## 観光
ディークシャーブーミは国内外を問わず観光地としても名高い。改宗記念日には特にそうだが、毎年何万という人々が訪れている。日本やタイなど、主に仏教国からの観光客が多い。